# Денисов Іван Сергійович
Іван Сергійович Денисов (нар. 28 березня 2007, Олександрія, Кіровоградська область, Україна) — український футболіст, атакувальний півзахисник та нападник львівського «Руху».

## Клубна кар'єра
Народився в Олександрії. Вихованець місцевого ФК «Аметист», перший тренер — Сергій Рудьєв. З 2018 по 2024 року на юнацькому рівні виступав за «Олександрію-Аметист» та АФ «Рух» (Львів). У футболці останнього з вище вказаних клубів дебютував у дорослому футболі, зіграв 6 поєдинків у відкритому чемпіонаті Львівської області. Першим професійним клубом у кар'єрі юного нападника став «Рух-2». Дебютував за вище вказаний колектив 24 вересня 2023 року в програному (1:2) виїзному поєдинку 9-го туру Другої ліги України проти борщагівської «Чайки». Цей матч став єдиним для юного нападника в дорослому футболі у сезоні 2023/24 років.
Вперше до заявки першої команди «Руху» потрапив 18 серпня 2024 року на програний (1:3) виїзного поєдинок 3-го туру Прем'єр-ліги України проти черкаського ЛНЗ, але просидів усі 90 хвилин на лаві запасних. В еліті українського футболу дебютував 10 травня 2025 року в переможному (2:0) домашньому поєдинку 28-го туру проти рівненського «Вереса». Іван вийшов на поле на 83-й хвилині замість Ярослава Карабіна. До завершення сезону 2024/25 років виходив на поле в 2-х поєдинках Прем'єр-ліги України, решту ж часу грав в юнацькому чемпіонаті України.

## Кар'єра в збірній
У футболці юнацької збірної України (U-17) дебютував 15 жовтня 2023 року в нічийному (2:2) поєдинку кваліфікації юнацького чемпіонату Європи (U-17) проти юнацької збірної Фінляндії (U-17). Іван вийшов на поле на 56-й хвилині замість Артема Степанова. Єдними голом за національну збірну відзначився 9 квітня 2024 року на 67-й хвилині переможного (2:0) товариського виїзного поєдинку проти юнацької збірної Кіпру (U-17). Денисов вийшов на поле на 61-й хвилині замість Євгенія Гармаша. Загалом за юнацьку збірну України (U-17) провів 11 матчів та відзначився 1-м голом.